# Despot Vodă
Despot Vodă, de fapt Ioan Iacob Heraclid sau Iacob Eraclide (n. 18 noiembrie 1511, Grecia – d. 15 noiembrie 1563, Suceava, Moldova), a fost domn al Moldovei în perioada 18 noiembrie 1561 - 5 noiembrie 1563. De origine greacă, s-a născut în anul 1511 pe insula Creta sau Samos, unde tatăl său era marinar.

## Viața înainte de domnie
Intră de timpuriu în slujba unui nobil grec, Iacob Eraclide, care purta titlul de despot de Samos și Paros. Acesta i-a dat și o anumită educație prin dascălul Ioan Lascaris, de la care învață filosofia și literatura. Mai târziu, pe patul de moarte, nobilul grec îl numește moștenitor al său. Punând mâna pe hârtiile tatălui său adoptiv, s-a dat drept fiu legitim al acestuia luându-i numele și câștigă folosind documentele fostului său stăpân și drepturile acestuia, respectiv de a purta titlul de principe. 
Anul 1547 îl găsește în sudul Franței, unde s-a înscris la universitatea din Montpellier, sub numele de Iacob de Marchetti. Aici a început să studieze medicina, ceea ce presupune cunoașterea limbilor greacă și latină. Istoricul Leonclavius îl descrie ca „un bărbat frumos la înfățișare, nu mare de stat, vânjos și cu draci în corp”. Acolo îl cunoaște pe marele botanist francez Charles de L'Ecluse (Clusius), care relatează că Iacob s-ar fi căsătorit cu discreție cu văduva unui prieten al său, numită Gilette d'André, care avea deja un copil de 2-3 ani. Într-o zi, peste copil a "căzut" un dulap, omorându-l. Autoritățile din Montpellier l-au acuzat de crimă și l-au condamnat în lipsă, întrucât el dispăruse din oraș .
Va reapărea la curtea regelui Henric al II-lea și va participa, în rândurile armatei franceze, la lupta pentru recucerirea orașului Metz, deținut de armatele lui Carol al V-lea. Conform relatărilor aceluiași Clusius, în 1553 însă, se întâlnește cu un fost coleg de la Montpellier pe care, crezând că acesta cunoștea istoria petrecută acolo, Iacob îl suprimă.
După acest incident, Iacob părăsește Franța și intră sub comanda contelui Günter de Schwarzburg în armata lui Carol al V-lea, care a înfruntat armata franceză la Renty, în 1554. Rănit, petrece mai multe luni la Anvers, unde redactează în limba latină o scriere referitoare la evenimentele militare la care luase parte, denumită "De Marini quod Teronovam vacant atque Hedini expugnatione", tradusă în română de P. Rășcanu, în anul 1865.
În 1555, Iacob a fost primit de Carol al V-lea, care l-a investit cavaler și conte palatin, iar arborele său genealogic a fost legalizat de cancelaria aulică. În virtutea titlului de conte palatin, Iacob avea dreptul de a acorda oficiul de notar, să promoveze doctori și să acorde titlul de poet laureat .
După înfrângerea lui Carol la Renty, a trecut din Bruxelles în Germania la Wittenberg, unde avea legături de prietenie cu Melanchton și cu alți corifei ai reformării, fiind el însuși un aderent al doctrinelor protestante.
În 1556 a trecut în Danemarca, apoi în Suedia, Prusia, Polonia, după care pătrunde la curtea domnitorului Moldovei, Alexandru Lăpușneanu, cu a cărui soție Ruxandra, pretindea că este în legături de rudenie. Având cu mult timp înainte ochii ațintiți către tronul Moldovei, a început să lucreze la surparea lui Lăpușneanu, împrietenindu-se și cu Moțoc, neadormitul conspirator. Uneltirile lui Despot ies curând la iveală și e silit să fugă în Transilvania, la Brașov. 
Urmărit și aici de Lăpușneanu, se retrage la moșia nobilului polon Albert Laski, fiul voievodului transilvan, Ieronim Laski, din Slovacia și îl convinge pe acesta să-l ajute să ia tronul Moldovei. Laski își pune amanet domeniile pentru 10 000 de galbeni cu care îl împrumută pe Despot și îi recomandă ca oameni de arme, care ar putea să îl ajute în acțiunea sa, pe un secui, Anton Szekelyi, și pe un francez din Burgundia, Roussel. Cu ajutorul acestora si al căpitanului Ferenc Zay din Kassa (Kosice), Despot încearcă scoaterea lui Lăpușneanu de la domnie. 
Prima lui încercare este zădărnicită de polonezi, față de care Lăpușneanu era în raport de vasal credincios. El face o nouă încercare după ce câștigă și ajutorul împăratului Ferdinand, și reușește să-l învingă pe Lăpușneanu la Verbia în 18 noiembrie 1561 și urcă pe tronul Moldovei.

## Domnia
Ajuns pe tron, Despot ia numele de "Ioan-vodă" și își asigură grația sultanului prin urcarea tributului la 50 000 de scuzi, precum și protecția ambasadorului Franței. În curând însă, i se îngreunează situația, contribuind la asta și Laski și nemulțumirea țării. Învrăjbit cu Laski, acesta, împreună cu Ioan Sigismund, principele Transilvaniei, pe care de asemenea Despot îl supărase, prin pretenția de a i se restitui cetățile Ciceul și Cetatea de Baltă, foste posesiuni ale domnilor Moldovei, îl acuză pe Despot la sultan că ar urma vechea lui înțelegere cu Ferdinand. 
În urma acestor uneltiri, Despot îl tratează ca trădător pe Laski, care se hotărăște să-l scoată pe Despot de pe tronul Moldovei, în care, pretindea ca el îl pusese, înțelegându-se pentru aceasta și cu hatmanul cazacilor Wisnowiecki. 
Pe de altă parte cultura protestantă protejată de Despot, în serviciul căreia pusese și școala înființată de el la Cotnari, aflată sub conducerea lui Johannes Sommer, deranja așezămintele bisericii ortodoxe. Criza a fost agravată de decizia lui Despot de a bate monedă, pentru care s-a folosit aurul și argintul bisericilor. Remarcabilă este emiterea primului taler moldovenesc, după sistemul monetar occidental.
Încercările lui de a-i marginaliza pe boieri prin aducerea de consilieri occidentali, și împovărarea poporului cu noi impozite, i-au grăbit căderea. 
În fruntea nemulțumirilor se pune hatmanul Ștefan Tomșa. Amenințat din toate părțile se refugiază în Suceava, care, după un asediu de trei luni, este silită să deschidă porțile lui Tomșa. Despot moare lovit de buzduganul lui Tomșa la 5 noiembrie 1563,la Areni în județul Suceava după care trupul său a fost decapitat, iar capul său împăiat a fost trimis la Constantinopol.
Istoria lui Despot a fost dramatizată de Vasile Alecsandri în drama sa "Despot-Vodă".

## Mormântul
În Calendar 1916 - Viena, dr. Ștefan Koczinski, nepotul episcopului Teoctist Blajevici, identifica locul unde se afla sicriul cu osemintele lui Despot. „Lângă grădina mănăstirii (din Suceava) într-un vechi cimitir“a descoperit mormântul domnitorului. Pe capacul sicriului se găsea o inscripție în limba latină: Johanes Jacobus Heraclides basilicus despota dominus, regni Moldaviae, ingratitudine nefanda, proditus miserime trucidatus interit nonis novembris MDLXIII r.i.p. (requiescat in pace), în traducere, „Principele regesc Ioan Iacob Heraclidul, despotul, domnitorul Moldovei, sfârșește prin infamă nerecunoștință și trădare, omorât în mod de tot lamentabil la 9 noiembrie 1563. Odihnească în pace“. 